# إدارة بالدمج
الإدارة بالدمج هي نمط من الأساليب يتبعه مديرو العموم لتسهيل دمج الموظفين العموميين والخبراء والعامة والسياسيين في التعاون من أجل معالجة المشكلات أو المخاوف العامة لتحقيق الصالح العام.

## التعريف
إن عامل الإدارة في الفكرة المركبة للإدارة بالدمج يدل على أهمية إدارة الدمج باعتباره حالة مستمرة وليس حالة يمكن تحقيقها. ويقصد بعامل الدمج شيء مختلف عن الاستخدام الشائع لكلمتي الدمج والإقصاء في الإشارة إلى التنوع الاقتصادي الاجتماعي للمشاركين. ويؤكد فهم الدمج في هذا التحليل على أهمية التنوع في إطار حتمية تنوع الرؤى لتعزيز الاكتشاف المدني في سياق التداول. وينطوي الدمج على توسعة الحدود النشطة في الاختلافات في الرؤى والمؤسسات والقضايا والوقت، وقد تكون تلك الاختلافات قائمة على العمل من أجل إشراك مشاركين مختلفين اجتماعيًا واقتصاديًا أو لا تكون كذلك.
يمكن تغليف جانب الدمج من الفكرة على أفضل ما يكون بـ «قاعدة المناصفة»، وهو مصطلح استخدمه مديرو العموم في غراند رابيدز، ميتشيغان، ليثير مجموعة مختلفة من المعاني. ويقصد أحيانًا بقاعدة المناصفة أن العملية والنتيجة على نفس القدر من الأهمية، أو بمعنى آخر تكون آثار عملية ما على بناء المجتمع مهمة مثلها مثل إنجاز المهمة. ويقصد بتلك القاعدة أحيانًا أن 50% ممن اشتركوا في عملية ما قد شاركوا في عمليات سابقة متصلة، بينما 50% جدد، وهذا مثله مثل إقرار جهود صناعة السياسات بالمناقشات أو القرارت السابقة بينما يظل الأمر مفتوحًا أمام الأفكار الجديدة التي يمكن أن تغير حالة الإجماع السابقة. فمن منظور قاعدة المناصفة، لا تكون الأمور مثل العملية والنتيجة أو المهمة والمجتمع في علاقة تبادلية، بل بالفعل لا يمكن فصلهما في هذا السياق، يكون استنتاج أن المشاركة كانت «من أجل المشاركة» وليس من أجل إحداث نتيجة يعد نقدًا لاذعًا. فالحفاظ على استمرار تفاعل العملية والنتيجة والمستجدين والقدامى والماضي والحاضر هي أساليب للربط بين الأفراد والجماعات والمصالح والمشكلات. فلقد تم إنجاز المهام ولكن لا زالت الفرص سانحة للمراجعة والانتقال إلى المشكلات والمهام الأخرى التي تبزر أو إلى المهمة التالية. فمعنى الدمج هذا جزء من تيار مستمر من المشكلات وينتقل الأشخاص المشتركون في عملية واحدة أو مشكلة واحدة من عملية إلى أخرى ليعكسوا تصورات الديمقراطية والإشراك المدني باعتباره مسألة مستمرة ومشروعًا لا ينتهي.

## العلاقات مع أفكار الإدارة العامة وصناعة السياسات
تعد الإدارة العامة بالدمج نموذجًا جديدًا مميزًا من الإدارة العامة يتبع الأشكال الأكثر تقليدية من الإدارة العامة، والذي تبناه وودرو ويلسون وعلماء سياسيون من بينهم فرانك جوودناو]] وتشارلز أيه بيرد. تساهم تحليلات الإدارة العامة بالدمج في سلسلة من الممارسات والأبحاث المتعلقة بنموذج الإدارة العامة الحديثة الذي نشره أوسبورن وجايبلر، لا سيما المشاركات الحديثة المتعلقة بإعادة تعريف مفهوم أعضاء الجمهور باعتبارهم شركاء أو المشاركين في إنتاج الخدمات العامة بدلاً من اعتبارهم «عملاء» لدى الحكومة. تصف الإدارة العامة بالدمج بعض أساليب الديمقراطية التشاركية، التي تشترك مع الديمقراطية التبادلية في التركيز على المشاركين في صناعة القرار من خلال العمليات التبادلية بدلاً من مجرد تجميع اهتمامات الأفراد من خلال الاقتراع أو أية آليات أخرى، فالفكرة هي أنه يمكن من خلال العمليات التبادلية التي توفر العقل التوأصلي والاكتشاف المدني، أن يتم تحقيق فهمٍ جديدٍ واكتشاف موارد جديدة لـ القيمة العامة أو المنفعة العامة. وتتقاطع الإدارة العامة بالدمج مع مجالات بحثية وأساليب أخرى لـ الحكم التعاوني الذي يصف العمليات التعاونية لصناعة وتنفيذ السياسة العامة والتخطيط العمراني والإقليمي تسير الإدارة بالدمج أيضًا مع الكتابات الحديثة حول الحوكمة الشبكية  إلى حد أنها تركز على العمليات التعاونية الشاملة داخل الشبكات.

## التمييز بين الدمج والمشاركة
تعد أساليب الإدارة بالدمج إحدى طرق تنفيذ المشاركة العامة والإشراك المدني، واللذين يمكن تنفيذهما من خلال طرق مختلفة. تختلف أساليب الإدارة بالدمج عن مشاركة المواطن أو الدمج فهذا المصطلح الأخير يستخدم عادةً في النظرية الديمقراطية للإشارة إلى مشاركة الأشخاص أو الجماعات المتنوعة عرقيًا أو اجتماعيًا واقتصاديًا في عملية صنع القرار. بدلاً من ذلك تميز نظريات الإدارة بالدمج بين أساليب الدمج والأساليب التشاركية، التي هي أبعاد متقاطعة لأية عملية إشراك مدني. فليس الدمج مصطلحًا لوصف المشاركة التي تمت جيدًا. فالمشاركة يمكن أن تتم جيدًا أو أن تكون سيئة، مثلها مثل الدمج. بل بالأحرى، الدمج والمشاركة منهجان مختلفان للمشاركة العامة، حيث يشتمل كل منهما على تضمينات مختلفة لأدوار الأطراف المشاركة وأنواع القرارات المتخذة ونوع المجتمع الذي تدعمه المشاركة. وقد تتميز العملية بواحد منهما أو لا تضم أيًا منهما أو تضمهما هما الاثنين، بالإضافة إلى بعدين متقاطعين من الدمج المنخفض إلى المرتفع ومشاركة عالية إلى منخفضة. ويبين الجدول التالي سمات الدمج المرتفع والمنخفض 
| مشاركة مرتفعة | دمج مرتفع |
| --- | --- |
| - الكثيرون يشاركون أو مدعوون للمشاركة. - تُبذل الجهود حتى تكون العملية متاحة عمومًا وممثلة للعامة في مجملهم. - يتم تجميع مساهمات المجتمع وتؤثر على القرارات. - يكون المحور في أغلب الأوقات موضوعًا أو اقتراحًا بعينه، ويمكن إجراء العملية على أساس مرة واحدة. \| | - يتم دمج الآراء المختلفة. - العملية تبادلية وتنتج فهمًا جديدًا للمشكلات وفرصًا جديدة للعمل. - يدلي المشاركون في العملية بدلوهم في تعريف المشكلة وعملية صنع القرار ونتائج القرار. - العمليات الفردية جزء من تيار مستمر من المشكلات، وليست مناقشات لمرة واحدة أو لمشكلة واحدة. |

## التنوع والتمثيل
يتناول تمييز كويك وفيلدمان ما بين الدمج والمشاركة مسألة التنوع في الترابط الاجتماعي. فمن مصادر الارتباك المحتملة أن عامل الدمج في مصطلح الإدارة بالدمج يعني شيءًا مختلفًا عن الاستخدام الشائع لـ الدمج للإشارة إلى التنوع الاجتماعي الاقتصادي للمشاركين وموافقة التمثيل أو التمثيل النسبي للمشاركة في عملية الترابط. وفي ظل الاستخدام اليومي للمصطلح، يعد توصيف العملية التي لا تقوم على المشاركة بالتنوع الاجتماعي الاقتصادي بأنها عملية «دمج» أمرًا محيرًا ويمكن إساءة تفسيره بأنها عملية طاردة للتنوع. فمن المؤكد أن التنوع له مكان في ممارسات الدمج. لكن في إطار التمييز بين الدمج والمشاركة، ليس من المقترح أن تقرر ما إذا كانت العملية المتنوعة دمجية أم تشاركية. كما لا يمكن تخصيص التنوع لبعد الدمج أو المشاركة. بدلاً من ذلك يمكن ربط التنوع من خلال الإستراتيجيات القائمة على المشاركة أو الدمج، ولكنها سيكون لها معنيان مختلفان في هاتين الإستراتيجيتين.
|                                  | الاعتماد على المشاركة | الاعتماد على الدمج |
| -------------------------------- | --- | --- |
| معنى تنويع العملية               | مشاركة مجموعة متنوعة من الأشخاص | مشاركة مجموعة متنوعة من الرؤى |
| مساهمات التنوع                   | أشخاص مختلفون يفترض أنهم يحملون مجموعة متنوعة من الرؤى المرتبطة بهوياتهم وينتجون نطاقًا مكتملاً من المساهمات التي تمثل المجتمع.                                                                     | رؤى مختلفة، عند النظر إليها، تسهل عملية التعلم والاكتشاف المدني. |
| ممارسات لتشجيع التنوع في العملية | دعوة العديد من الأشخاص للمشاركة. جعل العملية متاحة (مثل توفير ترجمة إلى لغات مختلفة أو خدمة رعاية الأطفال أو المساعدة في التنقل، واختيار الوقت والمكان المناسبين للدوائر التي يصعب الوصول إليها). | الاهتمام بالمساهمات المتلقاة (مثل نشر أو إعداد تقرير عن المساهمات المجمعة وجعلها مرئية من خلال التصويت النقطي). إضافة نطاق متنوع من الرؤى إلى الخدمات حول العملية، ووضع إطار للموضوعات والأشخاص المنظمين والمشرفين على العملية. توضيح كيفية حدوث التعلم من التبادل ومدى تأثير ذلك على العملية (مثلاً من خلال مراجعة مخطط أو خطة سير العملية لتقديم المشورات ومعالجة المعلومات وتقرير الخطوات التالية معًا، إلخ). |

## الدمج في إطار الحدود
يقوم الدمج على تفرعات متجاوزة أو حدود للترابط. إن التفرعات أو الحدود - مثل الحكومي/غير الحكومي، والخارجي/المحلي، والداخلي/الخارجي، والعملية/النتيجة، والمرونة/المسؤولية، المشاركة/التحكم، وكون المشكلة مؤقتة أو نطاقها - هي علامات مميزة على أن مديري الإدارة بالدمج يعملون.
إن النظرية الاجتماعية الأشمل حول العلاقة بين الهيكل والاستقلالية، مثل الهيكلة ونظرية الممارسة ونظرية شبكة الأطراف الفاعلة، أو حول طبيعة العمل الحدودي والموضوع الحدودي ومجتمعات الممارسة والبناء الخيالي للواقع، هي أدوات فعالة للتحليل الذي يهدف إلى توضيح العلاقات المستقلة بين تلك التفرعات وتفسير كيف يمكن تنفيذ الأفعال التي تتفوق على تلك التفرعات.

## أمثلة لممارسات الإدارة بالدمج
بينت دراسة سابقة ممارسات متعددة للدمج، من بينها:
- السعي نحو موازنة السيطرة والمشاركة، ويتم هذا جزئيًا بإزالة السيطرة المركزية لعملية المشاركة ونتائجها.[30]
- تعريف أصحاب المصالح بالتحليل الجيد كخطوة مهمة في تحديد أولوية المشاركة والدمج.[31]
- تنفيذ الأعمال الارتباطية والتثقيفية للجمع بين المجالات السياسية والفنية والتجريبية.[32]
- الاعتراف بالموارد المحتملة واستغلالها بأن تسير بالتوازي مع الأطر المطلوبة للعمل العام، وتنشيط أطر العمل المطلوبة أو التخيلية من خلال أطر العمل المطروحة للنقاش العام والعمل[5][33]
- إدارة الدمج باعتباره عملية مستمرة لتشكيل السياسة وتنفيذها[34]
- سرد الترابط الاجتماعي بتأمل بحيث تكون ممارسات ونتائج الإدارة بالدمج (أو غير الدمج) متاحة أمام الآخرين ليشاركوا فيها ويقيموها.[33]
- إنشاء قواعد للعمل المجتمعي.[33]

حتى وقتنا هذا، عرف الباحثون ممارسات الإدارة العامة بالدمج في المجتمعات التي التزمت التزامًا راسخًا بإشراك العامة بصورة مستمرة في معالجة المشكلات العامة معًا. ولقد ركز هذا البحث تركيزًا أساسيًا على بناء القدرات العامة لمعالجة المشكلات العامة على المستوى المحلي للحكم في الولايات المتحدة. جراند رابيدز، ميتشيغان وتشارلوت، كارولاينا الشمالية هما مدينتان حيث تم توثيق تطبيق ممارسات الدمج. ولكن يمكن العثور على ممارسات الإدارة بالدمج على أي مستوى من الحكم أو في أي مكان.

## فوائد الإدارة بالدمج
لقد وجد أن ممارسات القيادة والإدارة العامة بالدمج تطور جودة تصميمات السياسة أو صلاحية السياسات من خلال:
- تطوير الاستفادة من التطبيق من الأطراف التي تتأثر بالسياسات.
- الوصول إلى فهم أفضل للمشكلة العامة وإقامة روابط جديدة بين الجمهور والقضايا التي أنتجت طرقًا جديدة لرؤية ومعالجة المشكلات العامة[35]
- اكتشاف شخصيات وموارد جديدة وتسجيلها في العمل مما قد يستفاد منه في معالجة المشكلات العامة.
- إيجاد قيادة جديدة من خلال إنشاء روابط جديدة بين القضايا والجمهور، وإنشاء قواعد للعمل وإعلاء قيمة أبطال القضايا.
- إنشاء القدرات من خلال الإشراك المستمر وتنفيذ البرامج والسياسات المتعلقة بعملية صنع القرار.[33]
- تسهيل التغير المجتمعي التكيفي من خلال عمليات الدمج لمعالجة المشكلات العامة.[33]